# Departamento de La Caldera
El departamento de La Caldera es un departamento en la provincia de Salta (Argentina).

## Localidades y parajes
- La Caldera
- Vaqueros
- La Calderilla
- Los Yacones
- Potrero de Castilla

## Demografía
Según el INDEC durante el censo argentino de 2010 la población del departamento fue de 7763 habitantes.
Para el censo 2022 el departamento registró 12.299 habitantes. Esto representó un aumento en la cantidad de personas del 58,4%.Estos datos le valieron ser el departamento con mayor crecimiento poblacional de la provincia.

## Defensa Civil

### Sismicidad
La sismicidad del área de Salta es frecuente y de intensidad baja, y un silencio sísmico de terremotos medios a graves cada 40 años.
- Sismo de 1930: aunque dicha actividad geológica catastrófica, ocurre desde épocas prehistóricas, el terremoto del 24 de diciembre de 1930 (94 años),[7] señaló un hito importante dentro de la historia de eventos sísmicos salteños, con 6,4 Richter. Pero nada cambió extremando cuidados y/o restringiendo códigos de construcción.[6]
- Sismo de 1948: el 25 de agosto de 1948 (76 años) con 7,0 Richter, el cual destruyó edificaciones y abrió numerosas grietas en inmensas zonas[7][6]
- Sismo de 2010: el 27 de febrero de 2010 (15 años) con 6,1 Richter